# Olimpiai és világbajnok cselgáncsozók listája
Az alábbi táblázatok a cselgáncs (dzsúdó) olimpiai és világbajnokait tartalmazzák. Az áttekintést meglehetősen nehezítik az évek során végrehajtott súlycsoport-módosítások. Az első csoportban a jelenleg érvényes súlycsoportok, a másodikban pedig a már megszűnt súlybeosztások bajnokait ismertetjük. Az abszolút kategória versenyeit már csak világbajnokságokon rendezik meg, olimpiákon nem.

## Férfiak

### Az érvényben lévő férfi súlycsoportok világ- és olimpiai bajnokai

#### Férfi 60, 66, 73 és 81 kg
| Év, helyszín        | 60 kg               | 60 kg          | 66 kg                  | 66 kg         | 73 kg              | 73 kg        | 81 kg            | 81 kg          |
| 1979 Párizs         | Thierry Rey         | Franciaország  |                        |               |                    |              |                  |                |
| 1980 Moszkva        | Thierry Rey         | Franciaország  |                        |               |                    |              |                  |                |
| 1981 Maastricht     | Morivaki Jaszuhiko  | Japán          |                        |               |                    |              |                  |                |
| 1983 Moszkva        | Hazret Tyecerij     | Szovjetunió    |                        |               |                    |              |                  |                |
| 1984 Los Angeles    | Hoszokava Sindzsi   | Japán          |                        |               |                    |              |                  |                |
| 1985 Szöul          | Hoszokava Sidzsi    | Japán          |                        |               |                    |              |                  |                |
| 1987 Essen          | Kim Jae-Yup         | Dél-Korea      |                        |               |                    |              |                  |                |
| 1988 Szöul          | Kim Jae-Yup         | Dél-Korea      |                        |               |                    |              |                  |                |
| 1989 Belgrád        | Amiran Tokjusvili   | Szovjetunió    |                        |               |                    |              |                  |                |
| 1991 Barcelona      | Kosino Tadanori     | Japán          |                        |               |                    |              |                  |                |
| 1992 Barcelona      | Nazim Guszejnov     | FÁK            |                        |               |                    |              |                  |                |
| 1993 Hamilton       | Szonoda Rjuidzsi    | Japán          |                        |               |                    |              |                  |                |
| 1995 Makuhari       | Nyikolaj Ojegujnyev | Oroszország    |                        |               |                    |              |                  |                |
| 1996 Atlanta        | Nomura Tadahiro     | Japán          |                        |               |                    |              |                  |                |
| 1997 Párizs         | Nomura Tadahiro     | Japán          |                        |               |                    |              |                  |                |
| 1999 Birmingham     | Manuolo Poulot      | Kuba           | Larbi Benboudaoud      | Franciaország | James Pedro        | USA          | Graeme Randall   | Nagy-Britannia |
| 2000 Sydney         | Nomura Tadahiro     | Japán          | Hüseyin Özkan          | Török         | Giuseppe Maddaloni | Olaszország  | Takimoto Makoto  | Japán          |
| 2001 München        | Anis Lounifi        | Tunézia        | Arash Miresmaeili      | Irán          | Vitalij Makarov    | Oroszország  | Cho In-Chul      | Dél-Korea      |
| 2003 Oszaka         | Choi Min-Ho         | Dél-Korea      | Arash Miresmaeili      | Irán          | Lee Won-Hee        | Dél-Korea    | Florian Wanner   | Németország    |
| 2004 Athén          | Nomura Tadahiro     | Japán          | Ucsisiba Maszato       | Japán         | Lee Won-Hee        | Dél-Korea    | Iliasz Iliadisz  | Görögország    |
| 2005 Kairó          | Craig Fallon        | Nagy-Britannia | Joăo Derly             | Brazília      | Braun Ákos         | Magyarország | Guillaume Elmont | Hollandia      |
| 2007 Rio de Janeiro | Ruben Houkes        | Hollandia      | Joăo Derly             | Brazília      | Wang Ki-Chun       | Dél-Korea    | Tiago Camillo    | Brazília       |
| 2008 Peking         | Choi Min-Ho         | Dél-Korea      | Ucsisiba Maszato       | Japán         | Elnur Mammadli     | Azerbajdzsán | Ole Bischof      | Németország    |
| 2009 Rotterdam      | Georgij Zantaraja   | Ukrajna        | Cagaanbaatar Hasbaatar | Mongólia      | Wang Ki-Chun       | Dél-Korea    | Ivan Nyifontov   | Oroszország    |
| 2010 Tokió          |                     |                |                        |               |                    |              |                  |                |
| 2011                |                     |                |                        |               |                    |              |                  |                |
| 2012 London         |                     |                |                        |               |                    |              |                  |                |
| 2016 Rio de Janeiro |                     |                |                        |               |                    |              |                  |                |

#### Férfi 90, 100, +100 kg és abszolút (open) kategória
| Év, helyszín        | 90 kg                 | 90 kg         | 100 kg             | 100 kg           | +100 kg             | +100 kg       | Abszolút kategória   | Abszolút kategória |
| 1956 Tokió          |                       |               |                    |                  |                     |               | Nacui Sokicsi        | Japán              |
| 1958 Tokió          |                       |               |                    |                  |                     |               | Szone Kodzsi         | Japán              |
| 1961 Párizs         |                       |               |                    |                  |                     |               | Anton Geesink        | Hollandia          |
| 1964 Tokió          |                       |               |                    |                  |                     |               | Anton Geesink        | Hollandia          |
| 1965 Rio de Janeiro |                       |               |                    |                  |                     |               | Inokuma Iszao        | Japán              |
| 1967 Salt Lake City |                       |               |                    |                  |                     |               | Macunaga Micuo       | Japán              |
| 1969 Mexikóváros    |                       |               |                    |                  |                     |               | Sinomaki Maszatosi   | Japán              |
| 1971 Ludwigshafen   |                       |               |                    |                  |                     |               | Sinomaki Maszatosi   | Japán              |
| 1972 München        |                       |               |                    |                  |                     |               | Willem Ruska         | Hollandia          |
| 1973 Lausanne       |                       |               |                    |                  |                     |               | Ninomija Kazuhiro    | Japán              |
| 1975 Bécs           |                       |               |                    |                  |                     |               | Uemura Haruki        | Japán              |
| 1976 Montréal       |                       |               |                    |                  |                     |               | Uemura Haruki        | Japán              |
| 1979 Párizs         |                       |               |                    |                  |                     |               | Endo Szumio          | Japán              |
| 1980 Moszkva        |                       |               |                    |                  |                     |               | Dietmar Lorenz       | NDK                |
| 1981 Maastricht     |                       |               |                    |                  |                     |               | Jamasita Jaszuhiro   | Japán              |
| 1983 Moszkva        |                       |               |                    |                  |                     |               | Szaito Hitosi        | Japán              |
| 1984 Los Angeles    |                       |               |                    |                  |                     |               | Jamasita Jaszuhiro   | Japán              |
| 1985 Szöul          |                       |               |                    |                  |                     |               | Maszaki Josini       | Japán              |
| 1987 Essen          |                       |               |                    |                  |                     |               | Ogava Naoja          | Japán              |
| 1989 Belgrád        |                       |               |                    |                  |                     |               | Ogava Naoja          | Japán              |
| 1991 Barcelona      |                       |               |                    |                  |                     |               | Ogava Naoja          | Japán              |
| 1993 Hamilton       |                       |               |                    |                  |                     |               | Rajal Kubacki        | Lengyelország      |
| 1995 Makuhari       |                       |               |                    |                  |                     |               | David Douillet       | Franciaország      |
| 1997 Párizs         |                       |               |                    |                  |                     |               | Rajal Kubacki        | Lengyelország      |
| 1999 Birmingham     | Josida Hidehiko       | Japán         | Inoue Koszei       | Japán            | Sinohara Sinicsi    | Japán         | Sinohara Sinicsi     | Japán              |
| 2000 Sydney         | Mark Huizinga         | Hollandia     | Inoue Koszei       | Japán            | David Douillet      | Franciaország |                      |                    |
| 2001 München        | Frédéric Demontfaucon | Franciaország | Inoue Koszei       | Japán            | Alekszandr Mihajlin | Oroszország   | Alekszandr Mihajlin  | Oroszország        |
| 2003 Oszaka         | Hwang Tee-Hae         | Dél-Korea     | Inoue Koszei       | Japán            | Muneta Jaszujuki    | Japán         | Szuzuki Keidzsi      | Japán              |
| 2004 Athén          | Zurab Zviadauri       | Grúzia        | Igor Makarov       | Fehéroroszország | Szuzuki Keidzsi     | Japán         |                      |                    |
| 2005 Kairó          | Izumi Hirosi          | Japán         | Szuzuki Keidzsi    | Japán            | Alekszandr Mihajlin | Oroszország   | Dennis van der Geest | Hollandia          |
| 2007 Rio de Janeiro | Irakli Cirekidze      | Grúzia        | Luciano Corręa     | Brazília         | Teddy Riner         | Franciaország | Muneta Jaszujuki     | Japán              |
| 2008 Peking         | Irakli Cirakidze      | Grúzia        | Tuvsinbajar Najdan | Mongólia         | Isi Szatosi         | Japán         |                      |                    |
| 2009 Rotterdam      | Lee Kyu-Won           | Dél-Korea     | Makszim Rakov      | Kazahsztán       | Teddy Riner         |               |                      |                    |
| 2010 Tokió          |                       |               |                    |                  |                     |               |                      |                    |
| 2011                |                       |               |                    |                  |                     |               |                      |                    |
| 2012 London         |                       |               |                    |                  |                     |               |                      |                    |
| 2016 Rio de Janeiro |                       |               |                    |                  | Teddy Riner         | Franciaország |                      |                    |

### Megszűnt férfi súlycsoportok világ- és olimpiai bajnokai

#### Férfi 63, 70, 68, 80, +80 és 93 kg
| Év, helyszín        | 63 kg            | 63 kg | 70 (és 68) kg             | 70 (és 68) kg | 80 kg          | 80 kg | 93 (és +80) kg         | 93 (és +80) kg |
| 1964 Tokió          |                  |       | Nakatani Takehide (68 kg) | Japán         | Okano Iszao    | Japán | Inokuma Iszao (+80 kg) | Japán          |
| 1965 Rio de Janeiro |                  |       | Macuda Hirofumi (68 kg)   | Japán         | Okano Iszao    | Japán | Anton Geesink (+80 kg) | Hollandia      |
| 1967 Salt Lake City | Sigeoka Takafumi | Japán | Minatoja Hirosi           | Japán         | Maruki Eidzsi  | Japán | Szato Nobojuki         | Japán          |
| 1969 Mexikóváros    | Szonoda Josio    | Japán | Minatoja Hirosi           | Japán         | Szonoda Iszamo | Japán | Szaszahara Fumio       | Japán          |
| 1971 Ludwigshafen   | Kavagucsi Takao  | Japán | Cuzava Hideki             | Japán         | Fudzsi Sojo    | Japán | Szaszahara Fumio       | Japán          |
| 1972 München        | Kavagucsi Takao  | Japán | Nomura Tojokazu           | Japán         | Szekine Sinobu | Japán | Sota Csocsosvili       | Szovjetunió    |
| 1973 Lausanne       | Minami Josiharu  | Japán | Nomura Tojokazu           | Japán         | Fudzsi Sojo    | Japán | Szato Nobojuki         | Japán          |
| 1975 Bécs           | Minami Josiharu  | Japán | Vlagyimir Nyevzorov       | Szovjetunió   | Fudzsi Sojo    | Japán | Jean-Luc Rouge         | Franciaország  |
| 1976 Montréal       | Héctor Rodríguez | Kuba  | Vlagyimir Nyevzorov       | Szovjetunió   | Szonoda Iszamo | Japán | Nonomija Kazuhiro      | Japán          |

#### Férfi 65, 71, 78 és 86 kg
| Év, helyszín     | 65 kg                   | 65 kg       | 71 kg             | 71 kg         | 78 kg           | 78 kg          | 86 kg              | 86 kg         |
| 1979 Párizs      | Nyikolaj Szoloduhin     | Szovjetunió | Kacuki Hiro       | Japán         | Fudzsi Soro     | Japán          | Detlef Ultsch      | NDK           |
| 1980 Moszkva     | Nyikolaj Szoloduhin     | Szovjetunió | Ezio Gamba        | Olaszország   | Sota Habareli   | Szovjetunió    | Jürg Röthlisberger | Svájc         |
| 1981 Maastricht  | Kasivazaki Kacusiko     | Japán       | Park Chong-Hak    | Dél-Korea     | Neil Adams      | Nagy-Britannia | Bernard Choullouan | Franciaország |
| 1983 Moszkva     | Nyikolaj Szoloduhin     | Szovjetunió | Nakanisi Hidetosi | Japán         | Hikage Nobutosi | Japán          | Detlef Ultsch      | NDK           |
| 1984 Los Angeles | Macuoka Josijuki        | Japán       | Ahn Byeong-Keun   | Dél-Korea     | Frank Wieneke   | Franciaország  | Peter Seisenbacher | Ausztria      |
| 1985 Szöul       | Jurij Szokolov          | Szovjetunió | Ahn Byeong-Keun   | Dél-Korea     | Hikage Nobutosi | Japán          | Peter Seisenbacher | Ausztria      |
| 1987 Essen       | Jamamoto Joszuke        | Japán       | Mike Swain        | USA           | Okada Hirotaka  | Japán          | Fabien Canu        | Franciaország |
| 1988 Szöul       | Lee Kyung-Keun          | Dél-Korea   | Marc Alexandre    | Franciaország | Waldemar Legien | Lengyelország  | Peter Seisenbacher | Ausztria      |
| 1989 Belgrád     | Dragomir Becanovic      | Jugoszlávia | Tosihiko Koga     | Japán         | Kim Bying-Ju    | Dél-Korea      | Fabien Canu        | Franciaország |
| 1991 Barcelona   | Udo Quellmalz           | Németország | Tosihiko Koga     | Japán         | Daniel Lascau   | Németország    | Okada Hirotaka     | Japán         |
| 1992 Barcelona   | Rogério Sampaio Cardoso | Brazília    | Tosihiko Koga     | Japán         | Josida Hidehiko | Japán          | Waldemar Legien    | Lengyelország |
| 1993 Hamilton    | Nakamura Jukimasza      | Japán       | Chung Se-Hoon     | Dél-Korea     | Jeon Ki-Young   | Dél-Korea      | Josio Nakamura     | Japán         |
| 1995 Makuhari    | Udo Quellmalz           | Németország | Hidesima Daiszuke | Japán         | Tosihiko Koga   | Japán          | Jeon Ki-Young      | Dél-Korea     |
| 1996 Atlanta     | Udo Quellmalz           | Németország | Nakamura Kenzo    | Japán         | Djamel Bouras   | Franciaország  | Jeon Ki-Young      | Dél-Korea     |
| 1997 Párizs      | Kim Hyuk                | Dél-Korea   | Nakamura Kenzo    | Japán         | Cho In-Chul     | Dél-Korea      | Jeon Ki-Young      | Dél-Korea     |

#### Férfi +93, 95 és +95 kg
| Év, helyszín        | +93 kg           | +93 kg      | 95 kg               | 95 kg         | +95 kg             | +95 kg        |
| 1967 Salt Lake City | Willem Ruska     | Hollandia   |                     |               |                    |               |
| 1969 Mexikóváros    | Szuma Szkudzsi   | Japán       |                     |               |                    |               |
| 1971 Ludwigshafen   | Willem Ruska     | Hollandia   |                     |               |                    |               |
| 1972 München        | Willem Ruska     | Hollandia   |                     |               |                    |               |
| 1973 Lausanne       | Tagaki Csonufuhe | Japán       |                     |               |                    |               |
| 1975 Bécs           | Endo Szumio      | Japán       |                     |               |                    |               |
| 1976 Montréal       | Szergej Novikov  | Szovjetunió |                     |               |                    |               |
| 1979 Párizs         |                  |             | Tengiz Csubuluri    | Szovjetunió   | Jamasita Jaszuhiro | Japán         |
| 1980 Moszkva        |                  |             | Robert van de Walle | Belgium       | Angelo Parisi      | Franciaország |
| 1981 Maastricht     |                  |             | Tengiz Csubuluri    | Szovjetunió   | Jamasita Jaszuhiro | Japán         |
| 1983 Moszkva        |                  |             | Andreas Preschel    | NDK           | Jamasita Jaszuhiro | Japán         |
| 1984 Los Angeles    |                  |             | Ha Hjoung-Zoo       | Dél-Korea     | Szaito Hitosi      | Japán         |
| 1985 Szöul          |                  |             | Szugai Hitosi       | Japán         | Cho Yong-Chul      | Dél-Korea     |
| 1987 Essen          |                  |             | Szugai Hitosi       | Japán         | Grigorij Vericsev  | Szovjetunió   |
| 1988 Szöul          |                  |             | Aurelio Miguel      | Brazília      | Szaito Hitosi      | Japán         |
| 1989 Belgrád        |                  |             | Koba Kurtanidze     | Szovjetunió   | Ogava Naoja        | Japán         |
| 1991 Barcelona      |                  |             | Stéphane Traineau   | Franciaország | Szergej Koszorotov | Szovjetunió   |
| 1992 Barcelona      |                  |             | Kovács Antal        | Magyarország  | David Hahaleisvili | FÁK           |
| 1993 Hamilton       |                  |             | Kovács Antal        | Magyarország  | David Douillet     | Franciaország |
| 1995 Makuhari       |                  |             | Pawel Nastula       | Lengyelország | David Douillet     | Franciaország |
| 1996 Atlanta        |                  |             | Pawel Nastula       | Lengyelország | David Douillet     | Franciaország |
| 1997 Párizs         |                  |             | Pawel Nastula       | Lengyelország | Pawel Nastula      | Lengyelország |

## Nők

### Az érvényben lévő női súlycsoportok világ- és olimpiai bajnokai

#### Női 48, 52 kg és abszolút (open) kategória
| Év, helyszín        | 48 kg             | 48 kg          | 52 kg                | 52 kg          | Abszolút kategória  | Abszolút kategória |
| 1980 New York       | Jane Briggs       | Nagy-Britannia | Edith Horvath        | Ausztria       | Ingrid Berghmans    | Belgium            |
| 1982 Párizs         | Karen Briggs      | Nagy-Britannia | Loretta Doyle        | Nagy-Britannia | Ingrid Berghmans    | Belgium            |
| 1984 Bécs           | Karen Briggs      | Nagy-Britannia | Jamagucsi Kaori      | Japán          | Ingrid Berghmans    | Belgium            |
| 1986 Maastricht     | Karen Briggs      | Nagy-Britannia | Dominique Brun       | Franciaország  | Ingrid Berghmans    | Belgium            |
| 1987 Essen          | Li Zhagyun        | Kína           | Sharon Rendle        | Nagy-Britannia | Gao Fenglian        | Kína               |
| 1989 Belgrád        | Karen Briggs      | Nagy-Britannia | Sharon Rendle        | Nagy-Britannia | Estela Rodríguez    | Kuba               |
| 1991 Barcelona      | Cécile Nowak      | Franciaország  | Alessandra Giungi    | Olaszország    | Yiaoyan Ihuang      | Kína               |
| 1992 Barcelona      | Cécile Nowak      | Franciaország  | Almudena Múńoz       | Spanyolország  |                     |                    |
| 1993 Hamilton       | Tamura Rjoko      | Japán          | Legna Verdecia       | Kuba           | Beata Maksymow      | Lengyelország      |
| 1995 Makuhari       | Tamura Rjoko      | Japán          | Marie-Claire Restoux | Franciaország  | Monique van der Lee | Hollandia          |
| 1996 Atlanta        | Kye Sun-Hui       | Észak-Korea    | Marie-Claire Restoux | Franciaország  |                     |                    |
| 1997 Párizs         | Tamura Rjoko      | Japán          | Marie-Claire Restoux | Franciaország  | Daima Beltrán       | Kuba               |
| 1999 Birmingham     | Tamura Rjoko      | Japán          | Naraszaki Noriko     | Japán          | Daima Beltrán       | Kuba               |
| 2000 Sydney         | Tamura Rjoko      | Japán          | Legna Verdecia       | Kuba           |                     |                    |
| 2001 München        | Tamura Rjoko      | Japán          | Kye Sun-Hui          | Észak-Korea    | Céline Lebrun       | Franciaország      |
| 2003 Oszaka         | Tamura Rjoko      | Japán          | Amarilis Savon       | Kuba           | Tong Wen            | Kína               |
| 2004 Athén          | Tani-Tamura Rjoko | Japán          | Xian Dongmei         | Kína           |                     |                    |
| 2005 Kairó          | Yanet Bermoy      | Kuba           | Li Ying              | Kína           | Sintani Midori      | Japán              |
| 2007 Rio de Janeiro | Tani-Tamura Rjoko | Japán          | Shi Junjie           | Kína           | Cukada Maki         | Japán              |
| 2008 Peking         | Alina Dumitru     | Románia        | Xian Dongmei         | Kína           |                     |                    |
| 2009 Rotterdam      | Fukumi Tomoko     | Japán          | Nakamura Miszato     | Japán          |                     |                    |
| 2010 Tokió          |                   |                |                      |                |                     |                    |
| 2011                |                   |                |                      |                |                     |                    |
| 2012 London         |                   |                |                      |                |                     |                    |
| 2016 Rio de Janeiro |                   |                |                      |                |                     |                    |

#### Női 57, 63, 70, 78 és +78 kg
| Év, helyszín        | 57 kg               | 57 kg         | 63 kg                | 63 kg         | 70 kg           | 70 kg         | 78 kg            | 78 kg     | +78 kg         | +78 kg        |
| 1999 Birmingham     | Driulis González    | Kuba          | Keiko Maeda          | Kuba          | Sibelis Veranes | Kuba          | Anno Noriko      | Japán     | Beata Maksymow | Lengyelország |
| 2000 Sydney         | Isabel Fernaández   | Spanyolország | Séverine Vandenhende | Franciaország | Sibelis Veranes | Kuba          | Tang Lin         | Kína      | Yuan Hua       | Kína          |
| 2001 München        | Yurisleidys Lupetey | Kuba          | Gella Vandecaveye    | Franciaország | Ueno Maszae     | Japán         | Anno Noriko      | Japán     | Yuan Hua       | Kína          |
| 2003 Oszaka         | Kye Sun-Hui         | Észak-Korea   | Daniela Krukower     | Argentína     | Ueno Maszae     | Japán         | Anno Noriko      | Japán     | Sun Fuming     | Kína          |
| 2004 Athén          | Yvonne Bönisch      | Németország   | Tanimoto Ajumi       | Japán         | Ueno Maszae     | Japán         | Anno Noriko      | Japán     | Cukada Maki    | Japán         |
| 2005 Kairó          | Kye Sun-Hui         | Észak-Korea   | Lucie Decosse        | Franciaország | Edith Bosch     | Hollandia     | Yurisel Laborde  | Kuba      | Tong Wen       | Kína          |
| 2007 Rio de Janeiro | Kye Sun-Hui         | Észak-Korea   | Driulis González     | Kuba          | Gévrise Emane   | Franciaország | Yurisel Laborde  | Kuba      | Tong Wen       | Kína          |
| 2008 Peking         | Giulia Quintavalle  | Olaszország   | Tanimoto Ajumi       | Japán         | Ueno Maszae     | Japán         | Yang Xiuli       | Kína      | Tong Wen       | Kína          |
| 2009 Rotterdam      | Morgane Ribout      | Franciaország | Ueno Josi            | Japán         | Yuri Alvear     | Kolumbia      | Marhinde Verkerk | Hollandia | Tong Wen       | Kína          |
| 2010 Tokió          |                     |               |                      |               |                 |               |                  |           |                |               |
| 2011                |                     |               |                      |               |                 |               |                  |           |                |               |
| 2012 London         |                     |               |                      |               |                 |               |                  |           |                |               |
| 2016 Rio de Janeiro |                     |               |                      |               |                 |               |                  |           |                |               |

### Megszűnt női súlycsoportok világ- és olimpiai bajnokai

#### Női 56, 61, 66, 72 és +72 kg
| Év, helyszín    | 56 kg              | 56 kg          | 61 kg                   | 61 kg          | 66 kg                | 66 kg          | 72 kg            | 72 kg         | +72 kg             | +72 kg        |
| 1980 New York   | Gerda Winklbauer   | Ausztria       | Anita Staps             | Hollandia      | Edith Simon          | Ausztria       | Jocelyne Triadou | Franciaország | Margita de Cal     | Olaszország   |
| 1982 Párizs     | Béatrice Rodriguez | Franciaország  | Martine Rothier         | Franciaország  | Brigitte Deydier     | Franciaország  | Barbara Classen  | NSZK          | Natalina Lupino    | Franciaország |
| 1984 Bécs       | Ann-Maria Burns    | USA            | Natasha Hernández       | Venezuela      | Brigitte Deydier     | Franciaország  | Ingrid Berghmans | Belgium       | Maria-Teresa Motta | Olaszország   |
| 1986 Maastricht | Ann Hughes         | Nagy-Britannia | Diane Bell              | Nagy-Britannia | Brigitte Deydier     | Franciaország  | Irene de Kok     | Hollandia     | Gao Fengliang      | Kína          |
| 1987 Essen      | Cathérine Arnaud   | Franciaország  | Diane Bell              | Nagy-Britannia | Alexandra Schreiber  | NSZK           | Irene de Kok     | Hollandia     | Gao Fengliang      | Kína          |
| 1989 Belgrád    | Cathérine Arnaud   | Franciaország  | Cathérine Fleury        | Franciaország  | Emanuela Pierantozzi | Olaszország    | Ingrid Berghmans | Belgium       | Gao Fengliang      | Kína          |
| 1991 Barcelona  | Miriam Blasco      | Spanyolország  | Frauke Eickhoff         | Németország    | Emanuela Pierantozzi | Olaszország    | Kim Mi-Jung      | Dél-Korea     | Moon Ji-Yoon       | Dél-Korea     |
| 1992 Barcelona  | Miriam Blasco      | Spanyolország  | Cathérine Fleury-Vachon | Franciaország  | Odalis Revé          | Kuba           | Kim Mi-Jung      | Dél-Korea     | Zhuang Xiaoyan     | Kína          |
| 1993 Hamilton   | Nicola Fairbrother | Nagy-Britannia | Gella Vandecavaye       | Belgium        | Cho Min-Sun          | Dél-Korea      | Leng Muichun     | Kína          | Johanna Hagn       | Németország   |
| 1995 Makuhari   | Driulis González   | Kuba           | Jung Sung-Sook          | Dél-Korea      | Cho Min-Sun          | Dél-Korea      | Diadenis Luna    | Kuba          | Angelique Seriese  | Hollandia     |
| 1996 Atlanta    | Driulis González   | Kuba           | Emoto Juko              | Japán          | Cho Min-Sun          | Dél-Korea      | Ulla Werbrouck   | Belgium       | Sun Fuming         | Kína          |
| 1997 Párizs     | Isabel Fernández   | Spanyolország  | Severine Vandenhende    | Franciaország  | Kate Howey           | Nagy-Britannia | Anno Noriko      | Japán         | Christine Cicot    | Franciaország |